# Sébastien Bosquet
Sébastien Bosquet, francoski rokometaš, * 24. februar 1979, Dunkerque.